# Peggy Wood
Peggy Wood est une actrice américaine née le 9 février 1892 à Brooklyn, New York (États-Unis) et morte le 18 mars 1978 à Stamford (Connecticut). Actrice américaine de théâtre, de cinéma et de télévision. On se souviendra surtout d'elle pour son interprétation en tant que personnage principal dans la série télévisée Mama (1949-1957) de CBS, pour laquelle elle a été mise en nomination aux Primetime Emmy Awards pour la meilleure actrice principale dans une série dramatique ; son rôle principal dans Naomi, la belle-mère de Ruth, dans The Story of Ruth (1960) ; et sa dernière apparition dans The Sound of Music (1965), où elle est la mère Abbesse, pour laquelle elle est en lice aux Academy Awards et aux Golden Globe Award.

## Filmographie
- 1919 : Almost a Husband de Clarence G. Badger : Eva McElwyn
- 1929 : Wonder of Women de Clarence Brown : Brigitte
- 1934 : Handy Andy de David Butler : Ernestine Yates
- 1935 : The Right to Live de William Keighley : Nurse Wayland
- 1935 : Jalna de John Cromwell : Meg Whiteoaks
- 1937 : Une journée de printemps (Call It a Day) : Ethel Francis
- 1937 : Une étoile est née (A Star Is Born) : Miss Phillips, Central Casting clerk
- 1939 : Le Roi des reporters (The Housekeeper's Daughter) de Hal Roach : Olga
- 1946 : Amazone moderne (The Bride Wore Boots) : Grace Apley
- 1946 : L'Impératrice magnifique (Magnificent doll) : Mrs. Payne
- 1948 : Une femme au carrefour (Dream Girl), de Mitchell Leisen : Lucy Allerton
- 1949 : Mama (série télévisée) : Marta "Mama" Hansen
- 1960 : L'Histoire de Ruth (The story of Ruth) : Naomi
- 1965 : La Mélodie du bonheur (The Sound of Music) : Mother Abbess
- 1968 : On ne vit qu'une fois ("One Life to Live") (série télévisée) : Dr. Kate Nolan (1969)

## Récompenses et nominations

### Nominations
Nommée pour l'Oscar de la meilleure actrice dans un second rôle pour La Mélodie du bonheur (The Sound of Music)